# Michèle Battut

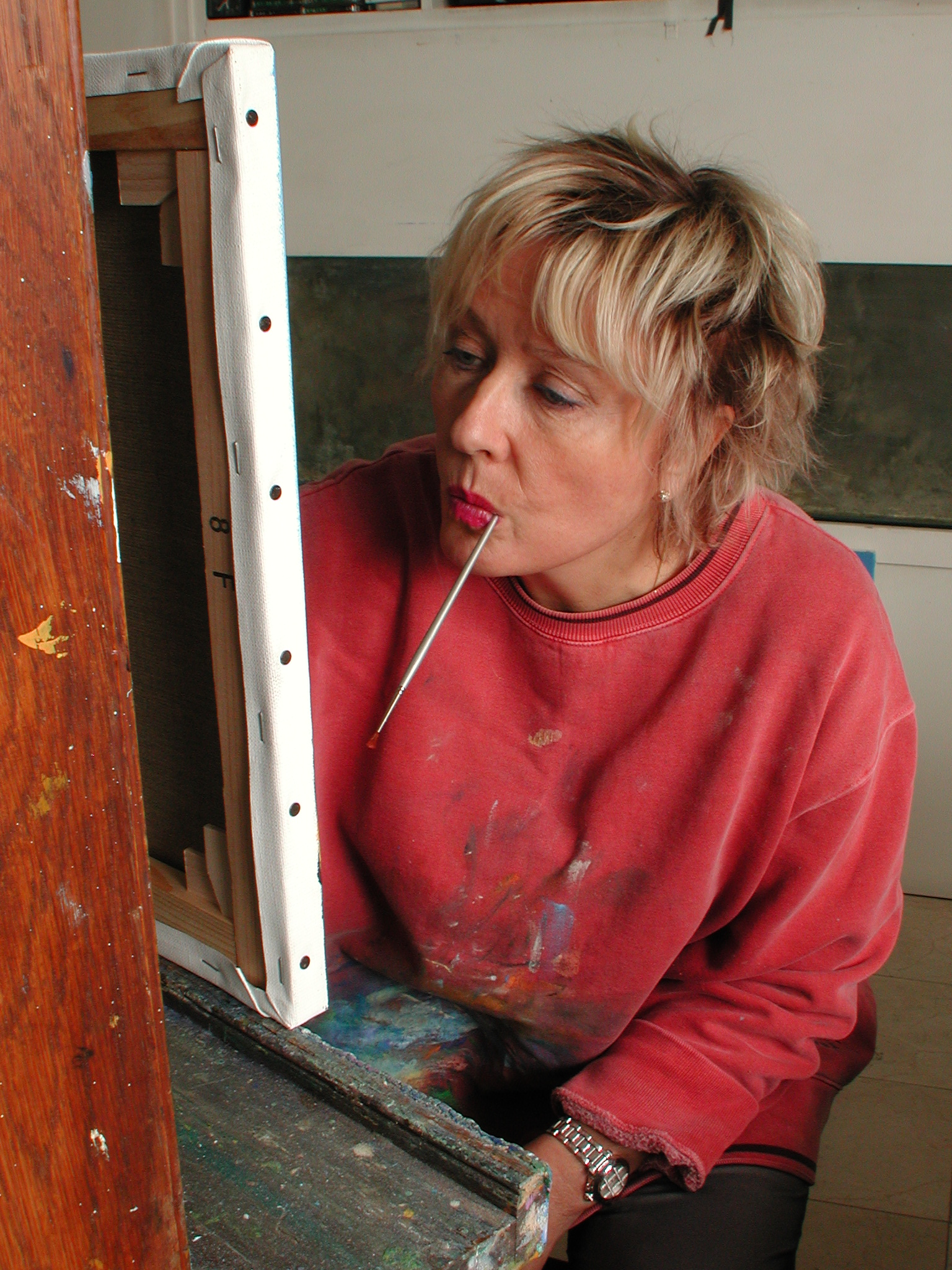
Michèle Battut

Michèle Battut (* 27. Oktober 1946 in Paris, Frankreich) ist eine französische Malerin, Lithografin und Bildhauerin.

## Leben und Werk
Ab 1964 studierte Michèle Battut an der École Nationale des Beaux-Arts in Paris bei Roger Chapelain-Midy. Seit Mitte der 1960er Jahre hatte sie Ausstellungen auf der ganzen Welt.
Michèle Battut erhielt zahlreiche Auszeichnungen und ist in wichtigen Sammlungen weltweit vertreten. Seit 2003 ist sie offizielle Malerin der französischen Marine.
Die Bilder von Michèle Battut bestechen durch Detailgenauigkeit, die an Fotografien erinnert. Ihre Themen sind Stadt- und Naturlandschaften, wobei das Meer ein bevorzugtes Thema ist. Tiere sind eher selten zu sehen, Menschen überhaupt nicht.